# Christopher Morgan
Christopher „Chris“ Morgan (ur. 15 grudnia 1982 w Adelaide) – australijski wioślarz, brązowy medalista olimpijski, dwukrotny mistrz świata.

## Osiągnięcia
- Mistrzostwa świata – Monachium 2007 – czwórka podwójna – 10. miejsce
- Igrzyska olimpijskie – Pekin 2008 – czwórka podwójna – 4. miejsce
- Mistrzostwa świata – Hamilton 2010 – dwójka ze sternikiem – 1. miejsce
- Mistrzostwa świata – Bled 2011 – czwórka podwójna – 1. miejsce
- Igrzyska olimpijskie – Londyn 2012 – czwórka podwójna – 3. miejsce
- Mistrzostwa Świata – Amsterdam 2014 – czwórka podwójna – 15. miejsce
- Igrzyska Olimpijskie – Rio de Janeiro 2016 – dwójka podwójna – 7. miejsce